# ホモ・デウス テクノロジーとサピエンスの未来
『ホモ・デウス テクノロジーとサピエンスの未来』（ホモデウス テクノロジーとサピエンスのみらい、ヘブライ語: ההיסטוריה של המחר、英語: Homo Deus: A Brief History of Tomorrow）は、イスラエルの作家で、ヘブライ大学教授のユヴァル・ノア・ハラリが書いた人類の未来について書かれた書籍。

## 賞
- 『タイム』が選ぶ2017年のノンフィクショントップ10入り[1]
- 「ウェルカム」が主催する2017年ブック賞のロングリスト入り[2]

## 日本語訳
- 『ホモ・デウス：テクノロジーとサピエンスの未来（上下）』 柴田裕之訳、河出書房新社、2018年9月。上：ISBN 978-4309227368、下：ISBN 978-4309227375。